# Klasa J

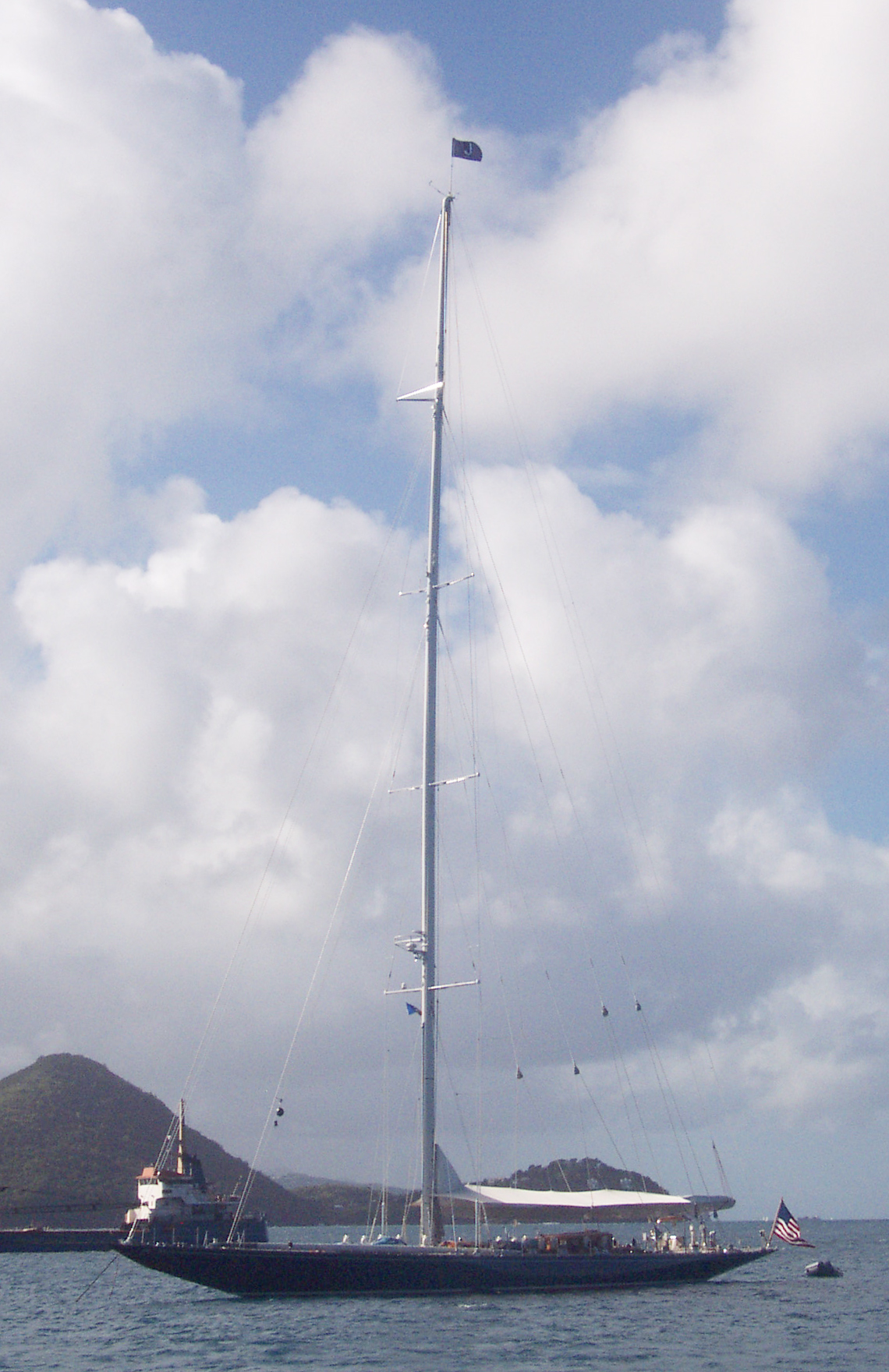
Endeavour - challenger w regatach o Puchar Ameryki z 1934 roku

Klasa J - klasa jachtów, które według Universal Rule otrzymały rating 76 stóp. Klasa ta w latach 1930–1937 brała udział w Regatach o Puchar Ameryki. Zbudowano jedynie 10 jachtów tej klasy:
- Shamrock V
- Enterprise
- Rainbow
- Ranger
- Endeavour
- Endeavour II
- Whirlwind
- Yankee
- Weetamoe
- Velsheda

Symbolem klasy jest J na grocie.
Do dzisiaj istnieją i pływają trzy z Jotek: "Velsheda", "Endeavour" i "Shamrock".